# Mobilna biblioteka
Mobilna biblioteka, bibliobus (biblio+[auto]bus) ili pokretna biblioteka je posebno vozilo opremljeno policama sa knjigama i drugom građom te je namenjena prevozu i pozajmljivanju bibliotekarske građe uz stručnu pomoć bibliotekara. Bibliobus omogućava pružanje bibliotekarskih usluga osobama koje žive na udaljenim mestima ili kojima je iz bilo kog drugog razloga onemogućeno da lično dolaze u biblioteku. Bibliobus je sastavni deo mreže narodnih biblioteka te obilazi sela i ruralna područja prema utvrđenom rasporedu, najčešće, svake dve nedelje.
Savremeni bibliobusi imaju i do nekoliko hiljada knjiga i građu na drugim medijima.

## Istorija
Preteča današnjih bibliobusa su bile pokretne biblioteke na zaprežnim kolima koje su se pojavile u 19. veku u Velikoj Britaniji i početkom 20. veka u SAD. Tokom 20. veka kao bibliobus se sve više upotrebljavaju motorna vozila, a pravi procvat bibliobusi doživljavaju nakon Drugog svetskog rata kada se bibliobusne službe osnivaju u Francuskoj, Nemačkoj, Skandinaviji, Sovjetskom Savezu, Oceaniji itd.

### 19. vek
U Sjedinjenim Američkim Državama, Američka školska biblioteka (1839) bila je putujuća granična biblioteka koju je objavljivala izdavačka kuća Harper & braća. Nacionalni muzej američke istorije Smitsonovskog instituta poseduje jedini kompletni originalni set ove serije sve zajedno sa njegovim drvenim piretnim okvirom.
Časopis Britanski radnik je izvestio 1857. godine o mobilnoj biblioteci koja je operisala u krugu od osam sela, u Kambriji. Viktorijanski trgovac i filantrop, Džordž Mur, je kreirao projekat s ciljem „širelja dobre literature među seoskim stanovništvom”.
Voringtonska putujuća biblioteka osnovana 1858. godine bila je još jedna rana britanska mobilna biblioteka. Ova kola sa konjskom vučom su delovala pod upravom voringtonskog Mehaničkog instituta, čiji cilj je bio da poveća nivo pozajmljivanja knjiga entuzijastičnim lokalnim pokroviteljima.

## Cilj
Cilj bibliobusne službe je promovisanje znanja i kulture, dostupnost informacijama, znanju i zabavi, razvoj kulture čitanja i stvaranje čitalačkih navika kod korisnika bez obzira na udaljenost, socijalni položaj i imovinsku situaciju korisnika.
Bibliobusna služba je namenjena svim osobama kojima je iz bilo kojega razloga onemogućen dolazak u biblioteku ponajpre stanovnicima sela i zaselaka, deci koja žive u ruralnim područjima, starijim i nemoćnim osobama, osobama koje rade u udaljenim industrijskim zonama te štićenicima ustanova (domova za umirovljenike, zatvore, bolnice itd.)

## Fond bibliobusne službe
Građa koju bibliobusi najčešće sadrže su knjige, enciklopedije, rečnici, leksikoni, CD-i, DVD-i, video kasete itd. Od ostale opreme bibliobus može imati i računare s pristupom internetu, fotokopirsku mašinu te multimedijsku opremu.

## Nacionalni dan knjigomobila
Nacionalni dan knjigomobila (engl. National Bookmobile Day) koji sponzira Američka bibliotekarska asocijacija, proslavlja se u aprilu svake godine, u sredu Nacionalne bibliotekarske nedelje.

## Zemlje

### Afrika
- U Kenji, Kamilska mobilna bibliotekarska služba deluje pod pokroviteljstvom Nacionalne bibliotekarske službe Kenije i organizacije Internacional knjiška pomoć. Ova služba operiše u Garisi i Važiru, u blizini granice sa Somalijom. Služba je započeta sa tri kamile u oktobru 1996, a imala je 12 kamila 2006. godine. Služba isporučuje više od 7,000 knjiga[7] —na engleskom, somalijskom i svahiliju.[8] Maša Hamilton je koristila ovaj servis kao zaleđinu za njenu novelu iz 2007. godine Kamelski knjigomobil.[9]
- „Magarcem vučena elektro-komunikaciona bibliotekarska kola” su korištena u Zimbabveu 2002. godine kao „centar za električnu i elektornsku komunikaciju: radio, telefon, faks, elektronsku poštu, internet”.[10]

### Azija
- U Indoneziji su 2015. godine, Ridvan Sururi i njegova firma „Luna” započeli mobilnu biblioteku zvanu Kudapustaka (što znači „kućna biblioteka” na indonezijskom). Namera je da se poboljša pristup knjigama stanovnika sela u regionu koji ima više od 977.000 nepismenih odraslih osoba. Oni deluju u selima u centralnoj Javi. Sururi isto tako posećuje škole tri puta nedeljno.[12]
- U Tajlandu su 2002. godine mobilne biblioteke poprimile nekoliko jedinstvenih formi.[13]
- Slonovske biblioteke su donosile knjige kao i opremu informacione tehnologije do 46 udaljenih sela u planinama Severnog Tajlanda. Ovaj projekat je nagrađen Uneskovom Međunarodnom nagradom za pismenost za 2002. godinu.
- Plutajuća biblioteka imala je dva broda za knjige, od kojih je jedan bio opremljen kompjuterima.
- „Bibliotekarski voz” decu bez doma (parkiran na sporednom koloseku u blizini željezničke policijske stanice) bio je „zajednički projekt sa željezničkom policijom u okviru inicijative da se beskućna deca zadrže od kriminala i eksploatacije usmeravajući ih na konstruktivnije aktivnosti”. Voz je bio replikovan u „sirotinjskoj zajednici u Bangkoku”, gde je takođe sadržao vagon biblioteke, vagon učionice i kompjutera, i muzički vagon.
- Kuće knjiga su bile kontejneri koji su bili opremljeni kao biblioteke sa knjigama. Prvih deset originalnih kuća knjiga su bile tako popularne, da je planirano još 20 jedinica.

### Evropa
- U Srbiji je Biblioteka „Vuk Karadžić” u Aleksincu započela još 60-tih godina 20. veka da vozilom, popularnim „fićom”, opslužuje stanovnike sela u okolini. U novijem periodu prvi bibliobus, tj. infobus Mobilni informativni i komunikacioni centar InfoBus (MIKC) počeo je 2003. godine kao zajednički projekat Biblioteke „Vuk Karadžić” iz Prijepolja i Narodne biblioteke Srbije, uz podršku Državne lutrije Srbije i Fonda za otvoreno društvo. Uz pomoć Ministarstva kulture i informisanja ovaj servis je ponovo aktiviran kroz projekat „Bibliobus – knjiga za svakoga” od 2008.[14]
- U Glazgovu u Škotskoj je 2002. godine održano okupljanje MobileMeet sa oko 50 mobilnih biblioteka. Prisustvovali su učesnici iz Švedske, Holandije, Irske, Engleske i Škotske. Među učesnicima su bili veliki kombiji iz Edinburga, kao i mali planinski kombiji. Mnogi od kombija su ponosno nosili nagrade sa prethodnih susreta.[13] Ovaj događaj se održava svake godine u pokroviteljstvu organizacije IFLA
- Od 1953. godine organizacija Biblioteke zajednice iz Madrida u Španiji, rukovodi flotom mobilnim biblioteka sa knjigama, DVD i CD diskovima, i drugim materijalima dostupnim za pozajmljivanje.[15][16]
- Plutajuća biblioteka, čije je ime broda je „Epos”, je počela sa radom 1959. godine i služila je mnoge male zajednice na obali Zapadne Norveške.
- U Estoniji, knjigomobil [17] je u službi od 2008. godine, opslužujući patrone u predgrađima Talina.

### Severna Amerika
- Ulične knjige je neprofitni knjiški servis osnovan 2011. godine u Portlandu u Oregonu koji putuje pomoću biciklističkih kola i pozajmljuje knjige „ljudima koji žive napolju”.[18]
- Knjige na biciklovima[19] je program koji je otpočet 2013. godine pod okriljem Javne biblioteke u Sijetlu koji koristi prilagođene biciklističke prikolice koje se vuku snagom pedala da bi pružile bibliotekarske usluge na javnim događajima u Sijetlu.[20]
- Biblioteka krstarica je „bicikl za knjige” iz biblioteke okruga Voluša koji je debitovao u Floridi u septemberu 2015. godine. Taj bicikl vozi osoblje biblioteke na razne lokacije, nudeći usluge pozajmljivanja knjiga, kao i WiFi servis, pristup elektronskim knjigama, i informacije o izdavanju biblotekarske članske karte.[21]

### Južna Amerika
- je mobilna biblioteka pomoću koje kolumbijski učitelj Luis Sorijano i njegova dva magarca, Alfa i Beto, donose knjige deci u ruralnoj oblasti dva puta nedeljno. CNN je izabrala Sorijana za jednog od njihovoih heroja 2010. godine.

## Galerija
- Mobilne biblioteke širom sveta
- Brazil - 2011
- Brazil - 2017
- Kolombija - 2006
- Norveška - 2011
Epos
- Švajcarska - 2007
- Okrug Fresno, Kalifornija (Sjedinjene Države) - 2019

## Literatura
- Hamilton, Masha (2007). The Camel Bookmobile: A Novel (1st изд.). New York: HarperCollins. ISBN 9780061173486. LCCN 2006041316.
- Orton, Ian (1980). An Illustrated History of Mobile Library Services in the UK with notes on traveling libraries and early public library transport. Sudbury: Branch and Mobile Libraries Group of the Library Association. ISBN 978-0-85365-640-1.
- Olmert, Michael (1992). „The Infinite Library, Timeless and Incorruptible”. The Smithsonian book of books (1. изд.). Washington, D.C.: Smithsonian Books. ISBN 978-0-89599-030-3.
- Finnell, Joshua. „The Bookmobile: Defining the Information Poor”. MSU Philosophy Club. An article on the history of the bookmobile in the US.
- King, Stephen (2011). „The Magic of the Bookmobile, Take Two”. Read All Day. Архивирано из оригинала 4. 3. 2016. г. Приступљено 26. 4. 2019.
- Moore, Benita (1989). A Lancashire Year. Preston: Carnegie Publishing. Based on experiences while working on the Lancashire County Library mobile library service in the 1960s.
- Nix, Larry T. (ур.). „A Tribute to the Bookmobile”. Library History Buff. USA.
- Ortwein, Orty (ур.). „Bookmobiles: a History”. Wordpress.
- Stringer, Ian (2001). Britain's Mobile Libraries. Appleby-in-Westmorland: Trans-Pennine Publishing in association with Branch & Mobile Libraries Group of the Library Association. ISBN 978-1-903016-15-2.
- Stringer, Ian (coordinated by) (2010). Mobile Library Guidelines. Paris: IFLA. ISBN 978-90-77897-45-4. ISSN 0168-1931.
- UNESCOv manifest za narodne knjižnice.//Vjesnik bibliotekara Hrvatske 37, 3/4(1994), str. 251-254.
- Stručni skup "Narodne knjižnice i problemi društvene isključenosti" : zbornik radova / [urednik Dragutin Katalenac].
- Knjižnice i intelektualna sloboda.//Vjesnik bibliotekara Hrvatske 43, 3(2000), str.157-158.
- Hrvatska enciklopedija. 2, Be-Da / [glavni urednik Dalibor Brozović].Zagreb : Leksikografski zavod 2000.
- Encyclopaedia Britannica : Britannica online.http://www.britannica.com/(30.5.2010)
- Gradska knjižnica “Ivan Goran Kovačić” u Karlovcu : 10. okrugli stol o pokretnim knjižnicama “Od kočije do bibliobusa” (15.04.2011)

## Spoljašnje veze
- Bibliobus KGZ
- Stajališta bibliobusa KGZ